# Stenopterygia nausoriensis
Stenopterygia nausoriensis là một loài bướm đêm trong họ Noctuidae.